# Le Hamel (Somma)
Hamel – miejscowość i gmina we Francji, w regionie Hauts-de-France, w departamencie Somma.
Według danych na rok 1990 gminę zamieszkiwało 489 osób, a gęstość zaludnienia wynosiła 54 osoby/km² (wśród 2293 gmin Pikardii Hamel plasuje się na 543. miejscu pod względem liczby ludności, natomiast pod względem powierzchni na miejscu 526.).